# Isola di Lobos
L'isola di Lobos (in spagnolo Isla de Lobos) o Los Lobos è un isolotto dell'oceano Atlantico, a nord di Fuerteventura nelle isole Canarie. Politicamente appartiene al municipio di La Oliva, nella provincia di Las Palmas, isole Canarie, Spagna

## Descrizione
Si tratta di un piccolo isolotto di circa 4,5 km² situato a nord-ovest dell'isola di Fuerteventura. Il braccio di mare che le separa è denominato Stretto della Bocaina (Estrecho de la Bocaina), la cui profondità non supera i 30 metri. L'isola può essere vista con facilità dalla cittadina di Corralejo.

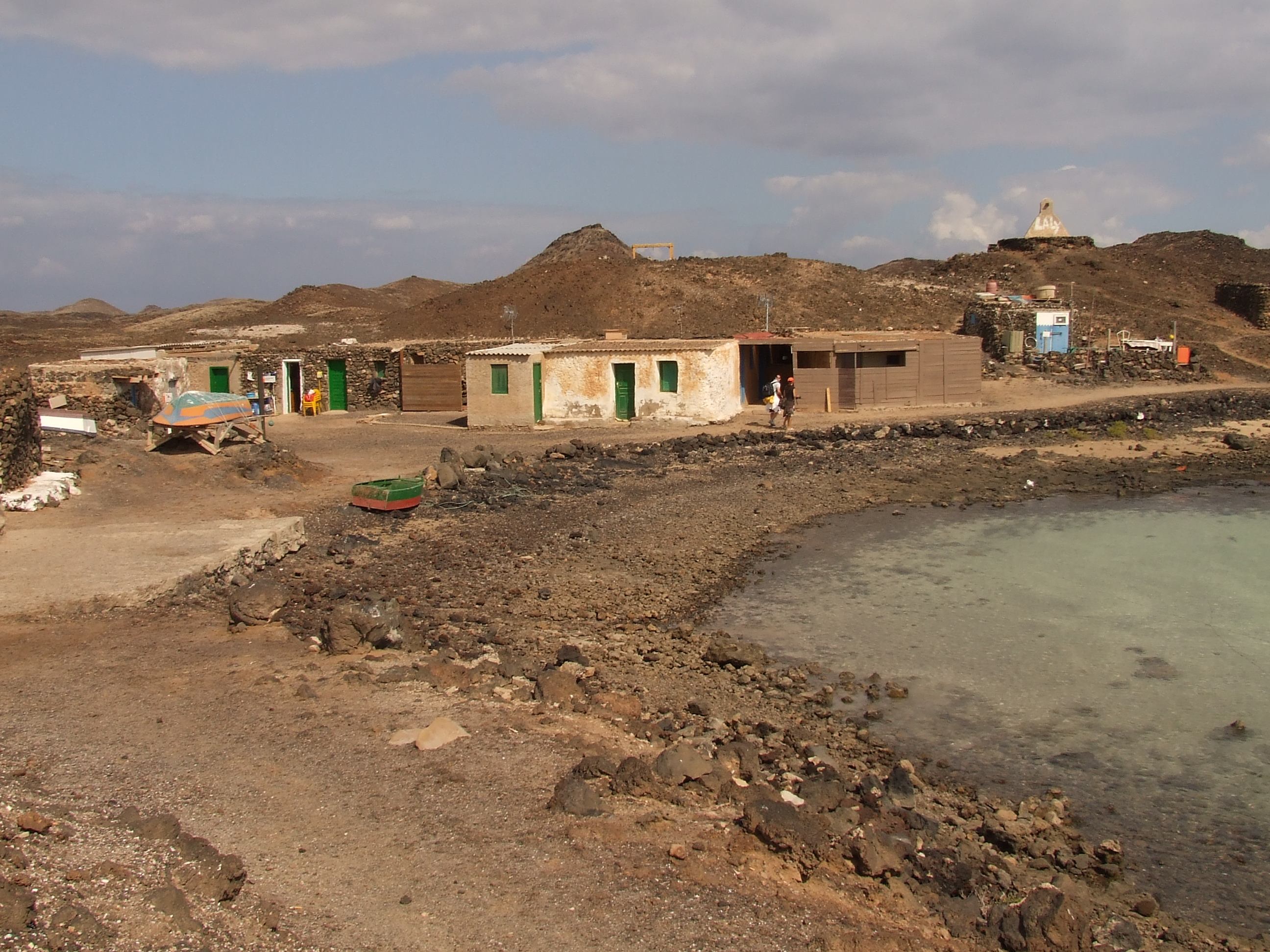
Isola di Lobos

Il nome deriva dal fatto che in passato l'isola fosse abitata da numerose foche monache, in spagnolo conosciute come "lupi marini" (lobo significa appunto "lupo"), oggi a rischio di estinzione. I pescatori eliminarono tali animali, credendo che la loro voracità riducesse notevolmente i pesci nelle acque circostanti, dal momento che ciascuno di questi animali necessita fra i 30 e i 40 kg di pesce al giorno per sopravvivere. Attualmente si stanno realizzando sforzi per reintrodurre le foche monache, nonostante l'opposizione dei pescatori.
L'isolotto ricade nel Parco naturale Isola di Lobos, ospitando più di 130 specie vegetali e varie specie volatili, tra cui spiccano il gabbiano reale, l'otarda (in determinati periodi nel corso dell'anno) e la berta maggiore.
Il picco più alto è La Caldera, di 127 metri.

## Popolazione e turismo
L'isolotto è stato abitato fino al 1968 dal guardiano del faro, Antonio Hernández Páez (soprannominato  Antoñito el Farero), e dalla sua famiglia. In seguito il faro fu restaurato e da quell'anno funziona automaticamente.
Los Lobos è attualmente disabitata, ma è meta costante di pescatori, turisti, bagnanti, sub e surfisti. Esiste un servizio permanente di trasporto marittimo che collega l'isola con Corralejo e sul territorio è anche presente un ristorante, diretto dai discendenti di Antoñito, così come un'area dedicata al campeggio.
Los Lobos è il luogo di nascita della scrittrice spagnola Josefina Pla, nel 1903.
Per raggiungere l'Isola di Lobos è possibile usufruire dei tanti traghetti in partenza dal porto di Corralejo a Fuerteventura.

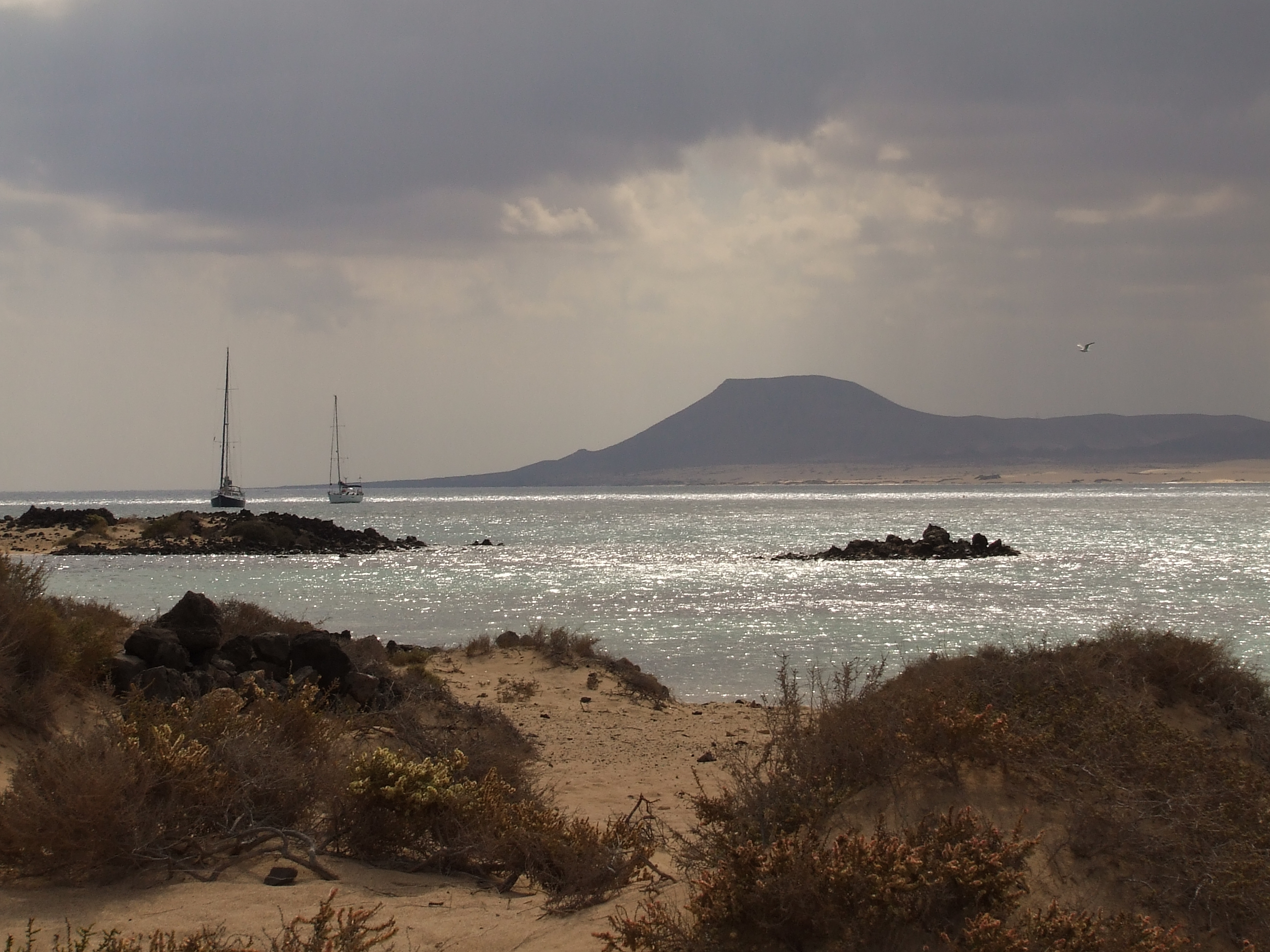
Costa di Fuerteventura vista da Lobos